# Церковь Андрея Критского (Ростов-на-Дону)
Церковь Андрея Критского при мужской гимназии — православный храм (домовая церковь), существовавший в Ростове-на-Дону.

## История
Церковь во имя блаженного святого преподобномученика Андрея Критского была создана в мужской гимназии Ростова-на-Дону в память спасения императора Александра III и его семьи во время железнодорожной катастрофы под станцией Борки 17 октября 1888 года и была освящена 6 декабря 1889 года. Имела престол Андрея Критского.
Устроена церковь была на средства потомственного почетного гражданина Г. И. Шушпанова. Находилась на Таганрогском проспекте (ныне Будённовский проспект, 64).
Во время Великой Отечественной войны здание бывшей гимназии было разрушено и впоследствии на её месте в 1957 году было построено новое здание, где в настоящее время находится школа № 43.